# Pyrrosia lanceolata
Pyrrosia lanceolata är en stensöteväxtart som först beskrevs av Carl von Linné och som fick sitt nu gällande namn av Oliver Atkins Farwell.
Pyrrosia lanceolata ingår i släktet Pyrrosia och familjen Polypodiaceae. Inga underarter finns listade i Catalogue of Life.